# 埃尔迈拉镇 (纽约州)
埃尔迈拉（Template:Lang-en Elmira）是位于美国纽约州希芒县的一个镇，地处希芒县中南部，三面紧邻埃尔迈拉市。2010年美国人口普查时，该镇有6934人。 1794年，该镇从希芒县分出，正式建立。1808年，得名埃尔迈拉镇。